# The singles (Magenta)
The singles is een compilatiealbum van Magenta. Magenta is voornamelijk bekend als band die albums uitbrengt. Er werden echter soms ook singles en ep's uitgebracht, die weer snel uit de markt verdwenen. Magenta nam de muziek van die niet meer te verkrijgen singles opnieuw op in januari en februari 2007 (tracks 1-11) en bracht ze opnieuw uit. Geen van de singles van Magenta heeft commercieel succes gehad. Sommige nummers dateren nog uit de periode dat de band nog niet Magenta heette (Trippa, Cyan)  
In 2015 volgde een herhaling met The singles complete. 

## Musici
- Christina Booth – zang
- Rob Reed – gitaar, toetsinstrumenten
- Chris Fry – gitaar
- Martin Rosser – gitaar
- Dan Fry – basgitaar
- Alan Mason – drumstel

Met
- Troy Donockley – Uillean pipes en fluitjes op Night and day
- Tim Robinson – drumstel op Pride
- Stephan Rhys Williams – zang op Sunshine saviour

## Muziek
| Nr. | Titel                                       | Duur  |
| --- | ------------------------------------------- | ----- |
| 1.  | Speechless (Reed, Booth)                    | 4:05  |
| 2.  | Anger (Reed, Steve Reed)                    | 5:50  |
| 3.  | Broken (Reed, Booth)                        | 4:07  |
| 4.  | Lemminkainen’s lament (Reed, Marco Bernard) | 4:22  |
| 5.  | I’m alive (Reed, Booth)                     | 5:09  |
| 6.  | Cold (Reed, Booth)                          | 5:14  |
| 7.  | King of the skies (Reed, Booth)             | 4:43  |
| 8.  | Call me (Reed, Steve Reed)                  | 4:55  |
| 9.  | Night and day (Reed, Booth)                 | 4:15  |
| 10. | Essence of love (Reed)                      | 4:48  |
| 11. | Sunshine saviour (Reed, Steve Reed)         | 5:53  |
| 12. | Opus 3 (Reed)                               | 2:10  |
| 13. | Pride (full version) (Reed)                 | 13:43 |
| 14. | Sloth (orchestral mix) (Reed)               | 10:00 |